# Record scacchistici

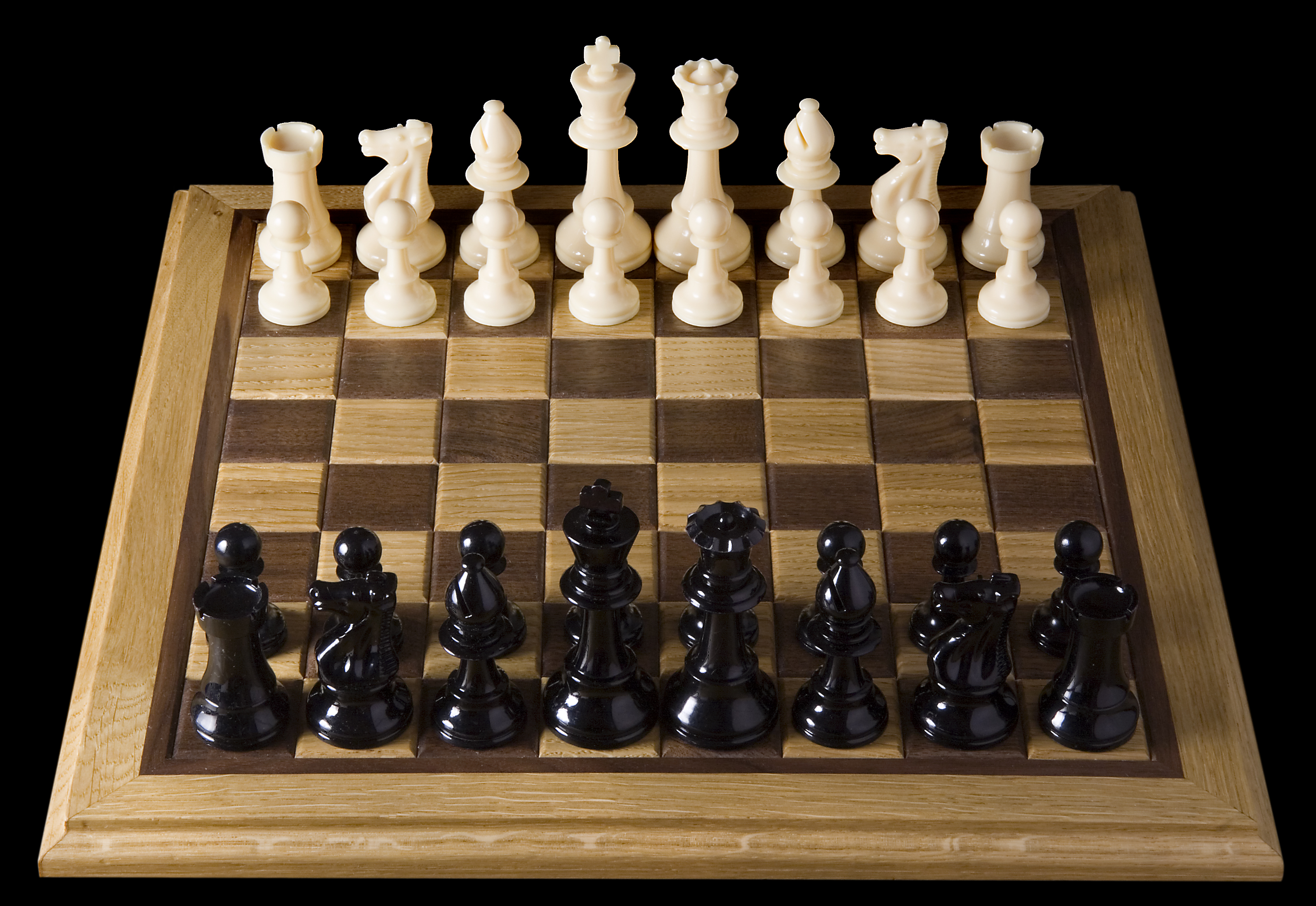
Scacchiera con i pezzi nella posizione iniziale.

Questa voce riporta alcuni record conseguiti nell'ambito degli scacchi.

## Tornei

### Torneo con più partecipanti
Il Greater New York Scholastic di New York del 2020, riservato agli Under 12, ha visto la presenza di 1640 giocatori.
Il torneo World Open di Filadelfia del 1986 ebbe 1506 partecipanti, suddivisi in sei sezioni in base al punteggio Elo. Il torneo principale fu vinto da Nick de Firmian. Il montepremi complessivo era di 188.500 dollari.
Il campionato nazionale con più partecipanti è stato probabilmente il 35º campionato sovietico di Charkiv del 1967, giocato con sistema svizzero tra 126 giocatori. Vinsero alla pari Leŭ Paluhaeŭski e Michail Tal' con 10/13.
Il torneo all'italiana con più partecipanti fu quello di New York 1869, a doppio girone tra 48 giocatori, per un totale previsto di 94 turni. Moltissime partite non vennero però disputate o terminate. Vinse George Henry Mackenzie.
Negli scacchi per corrispondenza l'evento con più partecipanti è stato il Match 2000 tra le associazioni italiana (ASIGC) e tedesca (BdF). Giocato a partire dal 1º maggio 1996, ha visto la partecipazione di 2222 giocatori.

### Torneo con più grandi maestri
- Alle olimpiadi degli scacchi del 2004 parteciparono 256 grandi maestri.
- Al campionato europeo di Retimo del 2003 parteciparono 150 grandi maestri.
- Al campionato europeo di Budua del 2009 parteciparono 140 grandi maestri (su 306 iscritti).[5]
- All'Open Aeroflot di Mosca del 2004 parteciparono 140 grandi maestri.

### Tornei vinti consecutivi

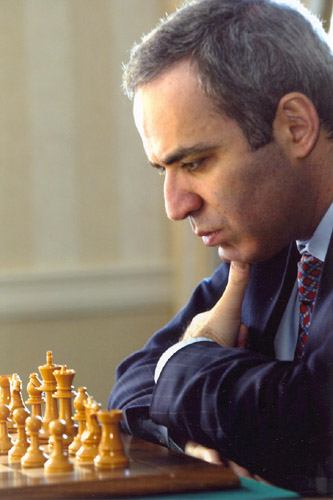
Garri Kasparov

Garri Kasparov vinse, da solo o alla pari, 15 tornei consecutivi dal 1981 al 1990.
Altre serie di vittorie consecutive:
- Anatolij Karpov: 9 tornei dal 1977 al 1980;[N 2]
- Bobby Fischer: 8 tornei dal 1966 al 1970;[N 3]
- Bent Larsen: 8 tornei dal 1967 al 1968;[N 4]
- Aleksandr Alechin: 7 tornei dal 1927 al 1932;[N 5]
- Michail Botvinnik: 7 tornei dal 1941 al 1948;[N 6]
- Michail Tal': 6 tornei dal 1973 al 1974.[N 7]

### Tornei vinti nello stesso anno
Considerando solo i tornei internazionali, il record è di Magnus Carlsen. Nel 2019 ha vinto sette tornei
consecutivi: TATA Wijk aan Zee, Grenke Chess Classic, Shamkir chess - Gashimov Memorial, Côte d’Ivoire Rapid & Blitz, Lindores Abbey Chess Stars, Norway Chess e Croatia Grand Chess Tour.
Il record precedente era di Akiba Rubinstein, che nel 1912 vinse cinque tornei consecutivi: torneo di San Sebastián, Breslavia, Bad Pistyan, Varsavia e Vilnius.

### Torneo con la media Elo più alta
- La Sinquefield Cup 2014, con sei partecipanti, con una media Elo di 2801,67 ha fatto registrare il nuovo record il 27 agosto 2014. Vinse Fabiano Caruana.
- Lo Zurich Chess Challenge 2014, con sei partecipanti, con una media Elo di 2800,67 è stato il primo di categoria XXIII (vinse Magnus Carlsen). Occorre specificare che si trattava di un doppio girone all'italiana con l'andata a cadenza classica e ritorno rapid.
- La finale del Grande Slam di San Paolo e Bilbao 2012, con sei partecipanti, raggiunse la categoria XXII, con media Elo 2781,1. Vinse Magnus Carlsen per spareggio su Fabiano Caruana.Wilhelm Steinitz

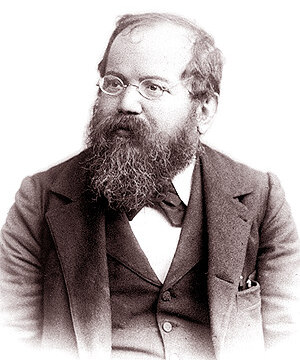
Wilhelm Steinitz

- Il torneo di Las Palmas 1996, a doppio turno con sei partecipanti, fu il primo a raggiungere la categoria XXI (media Elo 2757). Vinse Garri Kasparov, con un punto di vantaggio su Viswanathan Anand.

### Montepremi più alto
Il match amichevole Bobby Fischer-Boris Spasskij, svoltosi in Montenegro e Jugoslavia dal 2 settembre al 5 novembre 1992, aveva un montepremi di 5 milioni di USD, da ripartire per i 2/3 al vincitore e 1/3 al perdente. Fischer vinse il match +10 –5 =15. 
Il Campionato del mondo FIDE 1998 aveva un montepremi previsto di 5 milioni di USD (che si ridusse poi a 4.621.000 dollari in seguito alla mancata partecipazione di alcuni concorrenti). Al vincitore (Anatolij Karpov) andarono 1.378.000 dollari, al perdente (Viswanathan Anand) 768.000 dollari, il resto fu suddiviso tra i 98 partecipanti del torneo di qualificazione di Groninga del dicembre 1997. Il 20% dei premi doveva però essere versato alla FIDE.

### Tornei vinti con punteggio pieno

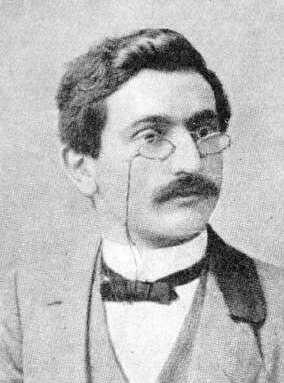
Emanuel Lasker

Considerando solo i tornei o campionati di alto livello internazionale, vinsero con punteggio pieno:
- Henry Atkins ad Amsterdam 1899: 15 /15
- Emanuel Lasker a New York 1893: 13 /13
- Aleksandr Beliavskij ad Alicante 1978: 13 /13
- José Raúl Capablanca a New York 1913: 13 /13 (con un forfait)
- Aleksandr Alechin a Mosca 1919/20: 11 /11
- Bobby Fischer al campionato USA 1963/64: 11 /11
- Nona Gaprindashvili alle Olimpiadi di Dubai 1986: 10/10
- David Janowski a Parigi 1914: 9 /9
- Aleksandr Alechin alle  Olimpiadi di Varsavia 1930: 9 /9
- Robert Gwaze alle Olimpiadi di Bled 2002: 9 /9 [6]

## Partite

### Partite vinte consecutive
Wilhelm Steinitz vinse 25 partite consecutive dal 1873 al 1882 (le ultime 16 del torneo di Vienna 1873, 7 partite del match con Blackburne di Londra 1876, le prime due partite del torneo di Vienna 1882).
Bobby Fischer vinse 20 partite consecutive nel 1970/71 (le ultime 7 dell'interzonale di Palma di Majorca 1970, 6 partite del match contro Tajmanov a Vancouver 1971, 6 partite del match contro Larsen a Dallas, e la prima partita del match contro Petrosjan a Buenos Aires).

### Partite consecutive senza perdere

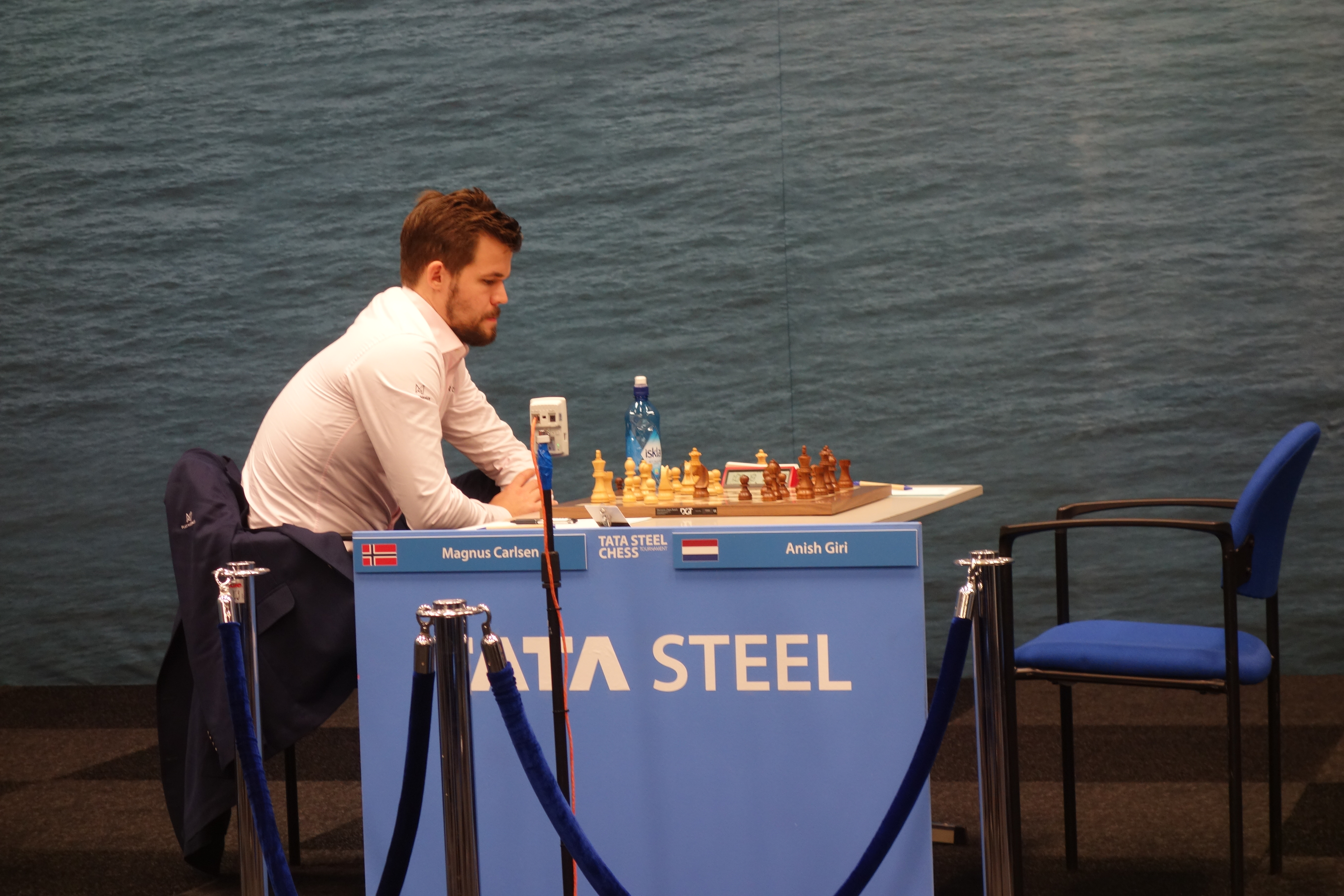
Magnus Carlsen durante il torneo TataSteelChess 2020

Il primato appartiene a Magnus Carlsen, che tra il 2018 e il 2020 ha giocato 125 partite consecutive senza subire sconfitte. Il record precedente era detenuto da Sergej Tivjakov (110 partite tra il 2004 e il 2005).
Tra le altre serie, sono da ricordare quella di Ding Liren con 100 partite (29 vittorie e 71 patte) giocate tra agosto 2017 e novembre 2018, inferiore numericamente a quella di Tivjakov ma ottenuta contro avversari rappresentanti l'élite mondiale e quella di Capablanca, che giocò 63 partite senza subire sconfitte dal 1916 al 1924, quando perse contro Richard Réti nel torneo di New York 1924. Per durata (otto anni), rimane tuttora il record di lunghezza temporale.
Fino al 2005 il record apparteneva a Michail Tal, 95 partite consecutive senza sconfitte tra il 23 ottobre 1973 (perse una partita nel Campionato sovietico) e il 16 ottobre 1974 (perse contro Kirov a Novi Sad). Ottenne 46 vittorie e 49 patte. Tal giocò un'altra serie di 86 partite consecutive senza sconfitte dal luglio 1972, quando perse una partita con Uusi a Viljandi, al luglio 1973, quando perse una partita con Jurij Balašov nel secondo turno del campionato sovietico a squadre di Mosca.

### Vittorie in un campionato nazionale
- Ortvin Sarapu vinse 20 volte (otto volte ex aequo) il campionato della Nuova Zelanda dal 1952 al 1990.
- Bobby Fischer vinse tutti gli otto Campionati americani a cui partecipò.

## Durata delle partite

### Partita più lunga
La partita di torneo più lunga giocata con le regole moderne è stata la Ivan Nikolić - Goran Arsović, Belgrado 1989, che terminò patta dopo 269 mosse e durò 20 ore. All'epoca la FIDE aveva portato il limite delle mosse in un finale di torre e alfiere contro torre da 50 a 100 mosse. La regola venne in seguito riportata alle 50 mosse.

### Partita più lunga in un campionato del mondo
La partita più lunga mai disputata nel corso del campionato del mondo di scacchi è stata il sesto incontro tra Magnus Carlsen e Jan Nepomnjaščij durante l'edizione del 2021. La partita fu vinta dal primo dopo 136 mosse e durò 7 ore e 45 minuti.
Il precedente record era stato stabilito nella quinta partita tra Anatolij Karpov e Viktor Korčnoj disputata nel corso dell'edizione del 1978, la quale terminò patta dopo 124 mosse.

### Partita più corta
La partita decisa nel minor numero di mosse in un torneo magistrale, escludendo le patte concordate (talvolta sospettate di comportamenti irregolari negli scacchi#collusione), fu la Z. Dordević - M. Kovacević. Bela Crkva 1984:

1. d4 Cf6 2. Ag5 c6 3. e3 Da5+  e il bianco abbandonò senza aspettare 4. ...Dxg5.

## Precocità

### Più giovane campione del mondo
- Ruslan Ponomarëv aveva 18 anni, 3 mesi e 12 giorni quando vinse il 23 gennaio 2002 il Campionato del mondo FIDE, battendo nella finale di Mosca il connazionale Vasyl' Ivančuk 4,5-2,5.
- Dommaraju Gukesh aveva 18 anni, 6 mesi e 14 giorni quando vinse il campionato del mondo 2024, diventando il più giovane campione del mondo a titolo riunificato[N 8] della storia degli scacchi, vincendo contro Ding Liren per 7,5-6,5. In precedenza il record era appartenuto a Garri Kasparov, che divenne campione del mondo all'età di 22 anni, 6 mesi e 27 giorni.
- La cinese Hou Yifan conquistò il titolo mondiale femminile all'età di 16 anni e 10 mesi, dopo aver battuto nella finale in dicembre 2010 ad Antakya la connazionale Ruan Lufei. In precedenza il record in campo femminile apparteneva alla georgiana Maia Chiburdanidze, che divenne campionessa del mondo nel 1978 all'età di 17 anni e 7 mesi.

### Più giovane grande maestro

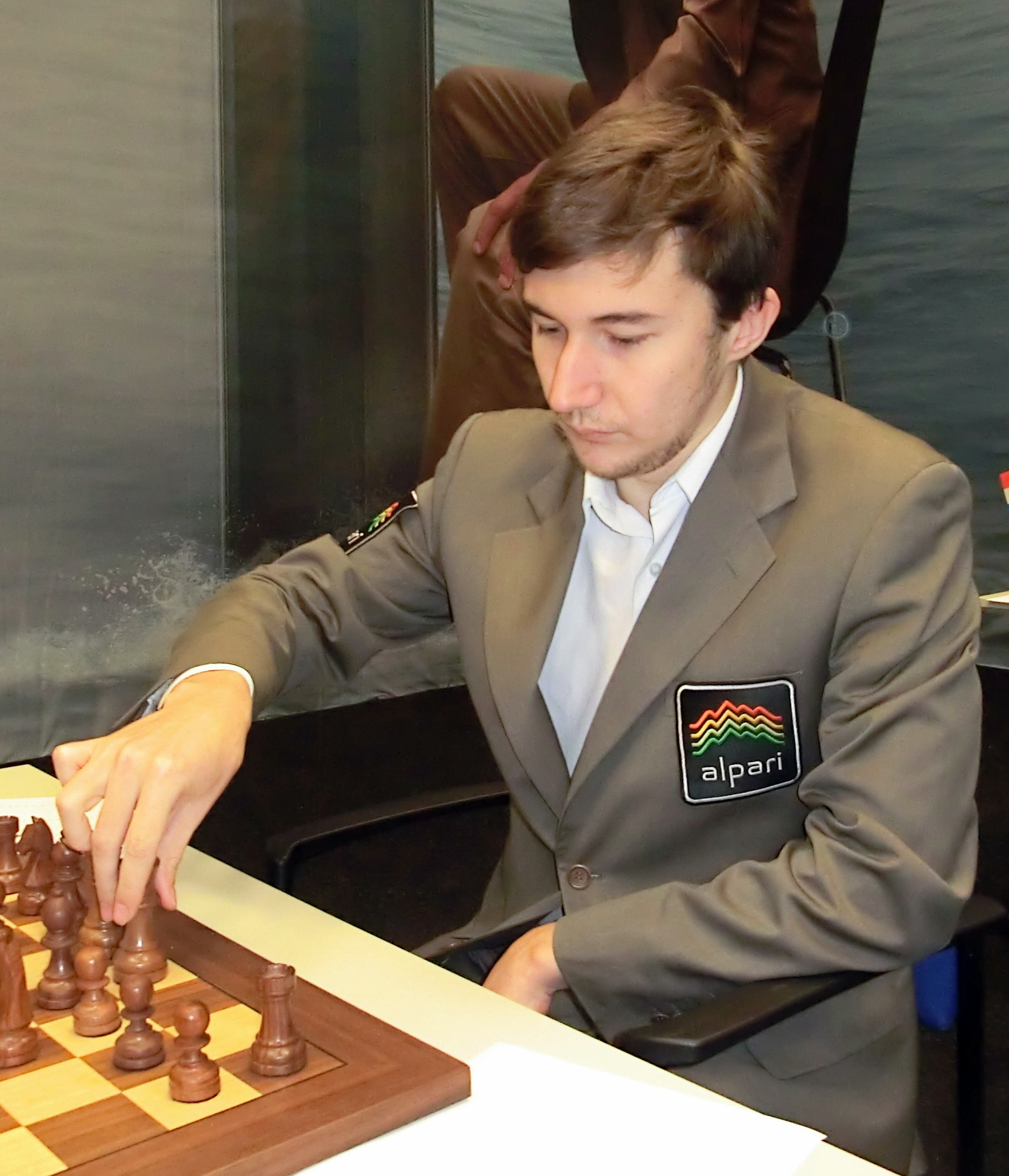
Sergej Karjakin

Il 30 giugno 2021 lo statunitense Abhimanyu Mishra, all'età di 12 anni 4 mesi e 25 giorni, divenne il più giovane Grande maestro della storia degli scacchi.
Detennero il record precedentemente:
- Sergej Karjakin (12 anni e 7 mesi) - 2002[16]
- Bu Xiangzhi (13 anni e 13 giorni) - 1999
- Ruslan Ponomarëv (14 anni e 17 giorni) - 1998
- Étienne Bacrot (14 anni e 2 mesi) - 1997
- Péter Lékó (14 anni, 4 mesi e 22 giorni) - 1994
- Judit Polgár (15 anni, 4 mesi e 28 giorni) - 1991
- Bobby Fischer (15 anni e 6 mesi) - 1958

In campo femminile il primato spetta alla cinese Hou Yifan, che nel 2008 ottenne il titolo di grande maestro assoluto all'età di 14 anni e 6 mesi.

### Più giovane maestro internazionale
Il 30 giugno 2024 l'argentino Faustino Oro ottenne il titolo di maestro internazionale all'età di 10 anni, 8 mesi e 16 giorni.
Precedentemente il record era appartenuto allo statunitense Abhimanyu Mishra e all'indiano Praggnanandhaa, che diventarono entrambi maestri internazionali prima di compiere undici anni.

### Più giovane candidato al titolo mondiale
Il 21 aprile 2024 il grande maestro indiano Dommaraju Gukesh vinse il Torneo dei candidati all'età di 17 anni, 10 mesi e 24 giorni, diventando il più giovane candidato al titolo mondiale della storia. Il precedente record apparteneva al già campione del mondo Garri Kasparov, che lo aveva ottenuto a 20 anni, 11 mesi e 27 giorni, quando vinse il Torneo dei candidati del 1984, battendo in finale l'ex campione del mondo Vasilij Smyslov.

### Più giovane campione nazionale
- Alireza Firouzja vinse il 49º campionato iraniano in gennaio 2016, all'età di 12 anni e 6 mesi.
- José Raúl Capablanca divenne campione di Cuba all'età di 13 anni e 1 mese, vincendo in dicembre 1901 un match contro Juan Corzo.
- Henrique Mecking vinse il 32º campionato brasiliano  del 1965 all'età di 13 anni e 10 mesi.
- Anish Giri ha vinto il campionato olandese del 2009 all'età di 15 anni e 3 mesi.
- Fabiano Caruana ha vinto il campionato italiano del 2007 all'età di 15 anni e 5 mesi.

### Più giovane vincitore contro il campione del mondo

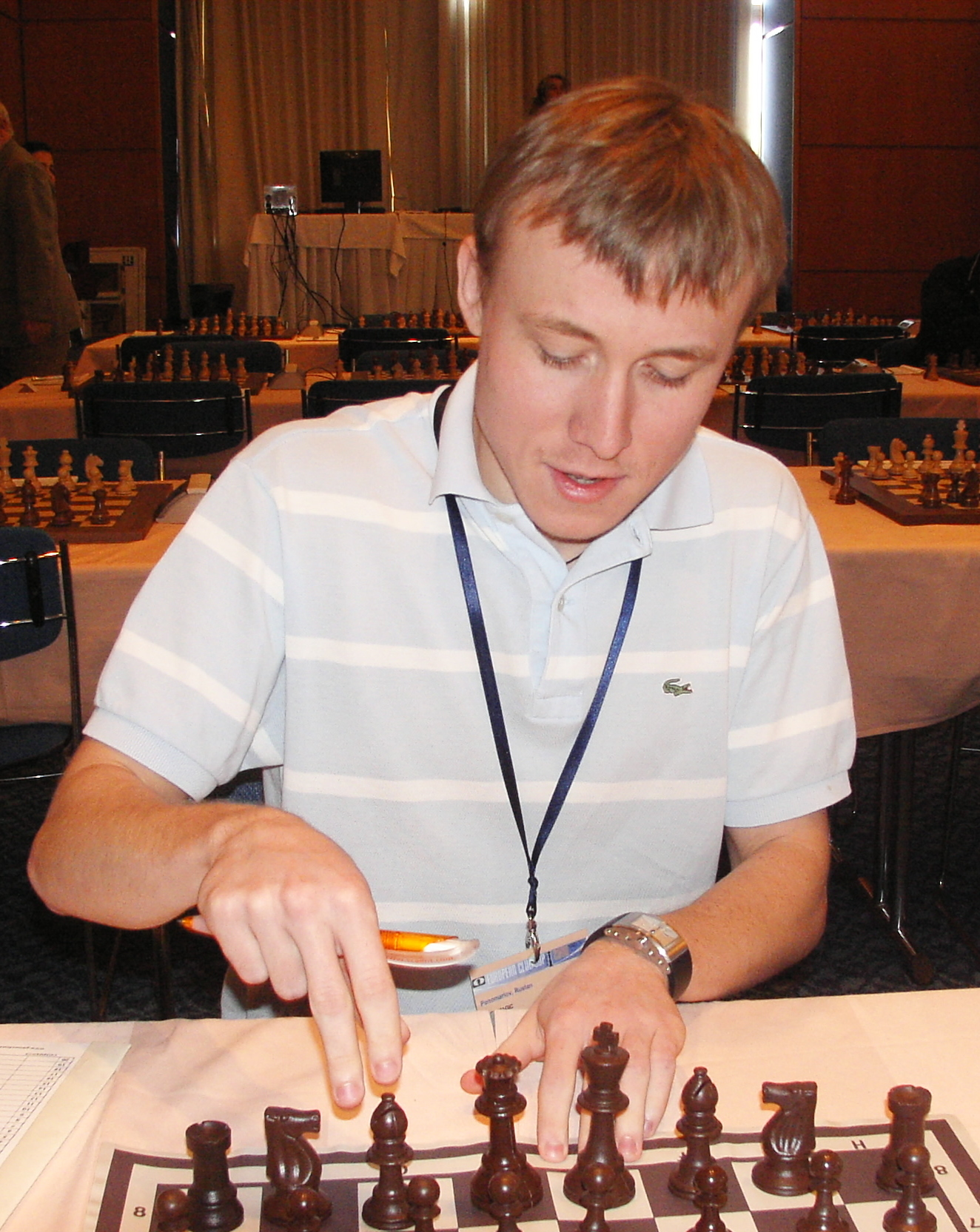
Ruslan Ponomarëv

- Ruslan Ponomarëv aveva 16 anni e 11 mesi quando vinse una partita contro il campione del mondo della FIDE Aleksandr Chalifman (Campionato europeo per club di Neum, settembre 2000).
- Considerando solo i campioni del mondo "assoluti" (prima della fondazione della PCA), il record spetta a Garri Kasparov, che aveva 21 anni e 9 mesi quando vinse contro Anatolij Karpov la 32ª partita del match di Mosca del 1984.

### Più giovane vincitore contro il primo della classifica mondiale FIDE
- Teymur Rəcəbov aveva 15 anni e 11 mesi quando vinse una partita contro Kasparov nel torneo di Linares del 2003, diventando il più giovane giocatore a battere il numero uno della classifica mondiale (Kasparov aveva allora un Elo di 2847 punti).[N 9]

### Più giovane vincitore contro un grande maestro
Nel 2012 Awonder Liang vinse contro il GM Larry Kaufman nel torneo Washington International all'età di 9 anni, 3 mesi e 20 giorni.
In aprile 2017 Pranav Venkatesh vinse nell'open di Dubai contro il GM emiratino Saleh Salem all'età di 10 anni e 5 mesi.

### Più giovane a superare la soglia dei 2800 punti Elo

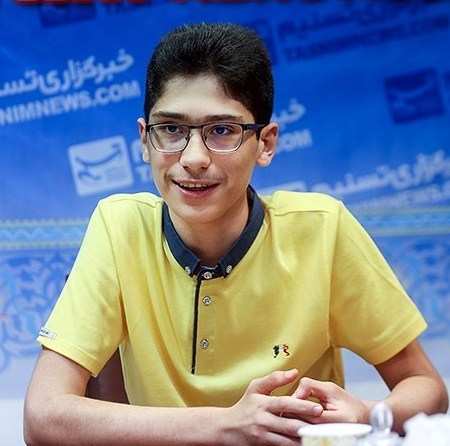
Alireza Firouzja

- ʿAlīreżā Firūzjāh ha superato la soglia dei 2800 punti Elo FIDE all'età di 18 anni 5 mesi e 13 giorni il 21 novembre del 2021, all'ultimo turno dell'Europeo a squadre di Brežice.[20]
- In precedenza il record apparteneva a Magnus Carlsen, che lo aveva ottenuto in novembre 2009 all'età di 18 anni 11 mesi e 2 giorni.[21]

### Più giovane a superare la soglia dei 2700 punti Elo
- Nel marzo del 2015 il cinese Wei Yi ha superato i 2700 punti Elo FIDE all'età di 15 anni e 9 mesi. Segue Magnus Carlsen, che li ha superati a 16 anni, 7 mesi e 1 giorno (nella lista FIDE di luglio 2007).

## Longevità

### Più anziano giocatore in attività
- Zoltán Sárosy, nato a Budapest il 23 agosto 1906 ma poi trasferitosi in Canada nel 2012, all'età di 106 anni risultava ancora in attività come giocatore per corrispondenza.[22] È deceduto nel 2017.

## Durata in carica di un campione del mondo
Emanuel Lasker mantenne il titolo mondiale per 26 anni e 11 mesi (dal 26 maggio 1894, quando vinse il match con Steinitz, al 27 aprile 1921, quando perse il match con Capablanca).
Wilhelm Steinitz diventò ufficialmente campione del mondo nel 1886 dopo aver vinto il match con Zukertort, ma molti fanno iniziare il suo "regno" da quando vinse il match con Anderssen il 10 agosto 1866. Rimase campione fino al 26 maggio 1894, quando terminò il match con Lasker, per un totale di 27 anni, 9 mesi e 16 giorni.

## Più match con titolo mondiale in palio

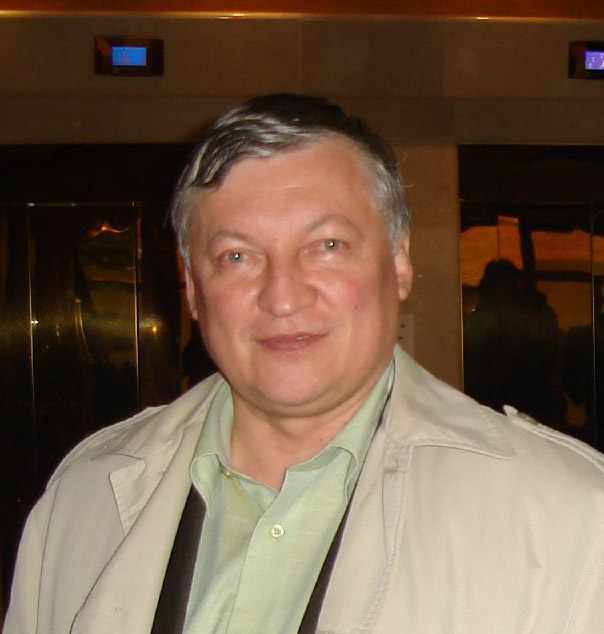
Anatolij Karpov

Anatolij Karpov: 10 campionati del mondo (1978 con Korčnoj a Baguio, 1981 con Korčnoj a Merano, 1984/85 con Kasparov a Mosca, 1985 con Kasparov a Mosca, 1986 con Kasparov a Mosca-Leningrado, 1987 a Siviglia con Kasparov, 1990 a New York e Lione con Kasparov, 1993 con Timman, 1996 a Ėlista con Kamskij, 1998 a Losanna con Anand).
Emanuel Lasker: 8 campionati del mondo (1894 e 1896 con Steinitz, 1907 con Marshall, 1908 con Tarrasch, 1909 e 1911 con Janowski, 1910 con Schlechter, 1921 con Capablanca). Perse solo il match con Capablanca del 1921.
Garri Kasparov: 8 campionati del mondo (5 con Karpov dal 1985 al 1990, con Short a Londra nel 1993, con Anand a New York nel 1995, con Kramnik a Londra nel 2000).
Michail Botvinnik: 7 campionati del mondo (1951 pareggio con Bronštejn, 1954 pari con Smyslov, 1957 perse con Smyslov, 1958 vinse il match di rivincita con Smyslov, nel 1960 perse con Tal, nel 1961 vinse il match di rivincita con Tal, nel 1963 perse con Petrosjan).

## Olimpiadi

### Miglior risultato complessivo alle olimpiadi
Considerando solo i giocatori che hanno partecipato ad almeno quattro olimpiadi, Michail Tal' realizzò l'81,2 % in otto olimpiadi (+65 -2 =34). Al secondo posto Anatolij Karpov, con l'80,1 % in 6 olimpiadi (+43 -2 =23), al terzo posto Tigran Petrosyan, con il 79,8 % in 10 olimpiadi (+78 -1 =50).

### Medaglie vinte alle olimpiadi

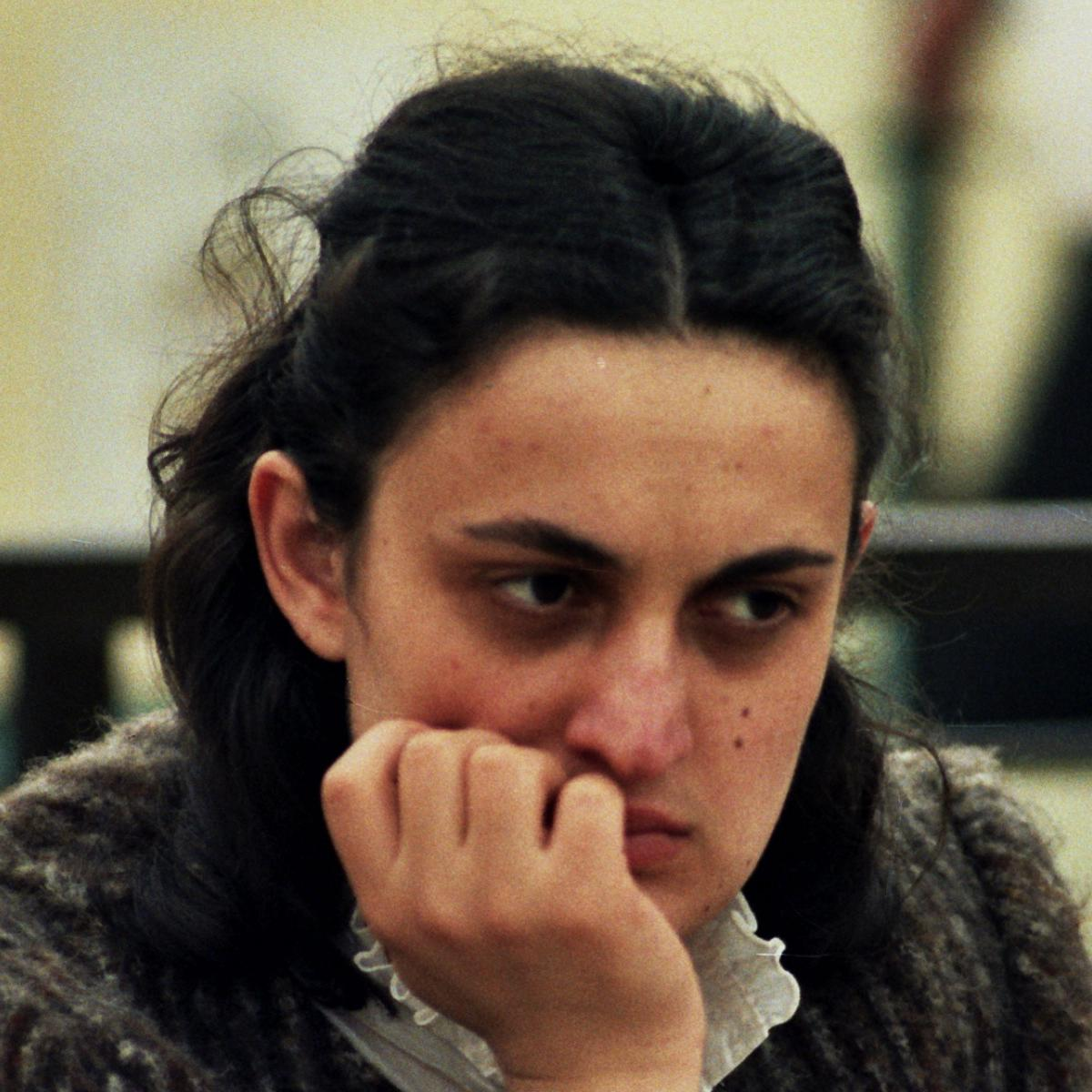
Maia Chiburdanidze

- Garri Kasparov: 19 medaglie, di cui 15 d'oro (7 individuali e 8 di squadra) nelle otto olimpiadi a cui partecipò.[24]
- Vasilij Smyslov: 17 medaglie (di cui 13 d'oro) in nove olimpiadi.
- Tigran Petrosyan: 16 medaglie (di cui 15 d'oro) in dieci olimpiadi.

In campo femminile il primato spetta a Maia Chiburdanidze, che vinse 28 medaglie in 15 olimpiadi (sempre in 1ª scacchiera): 15 d'oro (di cui 6 individuali), 5 d'argento (2 individuali) e 8 di bronzo (7 individuali).
Nona Gaprindashvili vinse 25 medaglie (di cui 20 d'oro) in dodici olimpiadi.

### Partecipazioni alle olimpiadi
Lajos Portisch partecipò con la squadra ungherese a 20 olimpiadi dal 1956 al 2000, 14 volte in prima scacchiera.

## Prestazione Elo più alta

### Tornei Chiusi
- Nella Sinquefield Cup di Saint Louis del 2014 Fabiano Caruana realizzò 8,5/10, con una prestazione Elo di 3.098 punti.[28]
- Nel torneo Magistral Ruy Lopez di Zafra del 2007, Gabriel Sargissian realizzò 6,5 su 7, con una prestazione Elo di 3.021 punti[29]
- Nel Pearl Spring Tournament di Nanchino del 2009, Magnus Carlsen realizzò 8/10, con una prestazione Elo di 3.002 punti.[30]
- Nel torneo di Linares del 1994, Anatolij Karpov realizzò 11/13, con una prestazione Elo di 2.985 punti.[31]

### Tornei Open
- Nell'Open dell'Isola di Man del 2017 Magnus Carlsen realizzò 7,5/9 con una prestazione Elo di 2.909 punti.[32]

### Olimpiadi e altre competizioni a squadre
- Nell'Europeo a squadre del 2021 ʿAlīreżā Firūzjāh ha ottenuto 8/9 per una performance di 3.015 punti.[33]
- Alle olimpiadi di Manila 1992, Kramnik realizzò 8,5/9, con una prestazione Elo di 2.958 punti.[34]

## Simultanee

### Partite in simultanea

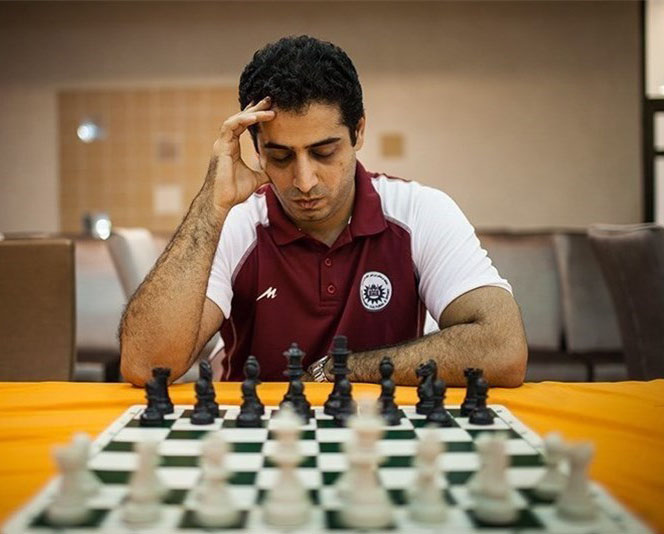
Ehsan Ghaem Maghami

L'8-9 febbraio 2011 il GM iraniano Ehsan Ghaem Maghami (13 volte campione nazionale) ha giocato contro 604 avversari in una simultanea a Teheran, nel palazzetto dello sport della Shahid Beheshti University. L'esibizione è durata 25 ore, dalle 10:20 dell'8 febbraio alle 11:25 del giorno successivo. Il risultato è stato di +580 –8 =16. Erano presenti un arbitro internazionale e un funzionario della FIDE per controllare la regolarità dell'evento. Il record è stato omologato dal Guinness dei primati. Ehsan Maghami ha ricevuto in premio un'automobile dalla Mazda, sponsor dell'evento.
Il record precedente era del GM israeliano Alik Gershon, che il 22 ottobre 2010 giocò contro 520 giocatori (+454 =58 -11).
Altre simultanee notevoli:
- Il 23 aprile 1977 il GM cecoslovacco Vlastimil Hort tenne a Seltjarnes, nei pressi di Reykjavík, una simultanea su 550 scacchiere, col risultato di +477 =63 –10. Il record non venne però omologato perché ad ogni partita terminata si aggiungevano altri giocatori, a volte gli stessi delle partite precedenti, rendendo difficile il conteggio delle partite e dei risultati. La simultanea era prevista inizialmente su 201 scacchiere.
- Il 1º agosto 2005 l'ungherese Susan Polgár tenne una simultanea a Palm Beach contro 326 avversari, con il risultato di +309 =14 –3. La simultanea durò 16 ore e 30 minuti[37].
- Il 21 febbraio 2004 il maestro internazionale inglese Andrew Martin tenne a Crowthorne una simultanea su 321 scacchiere, con il risultato di +294 =26 –1. La simultanea durò 16 ore e 50 minuti.[38]
- Il 6 gennaio 1996 il GM svedese Ulf Andersson tenne una simultanea su 310 scacchiere ad Älvsjö, nei pressi di Stoccolma, con il risultato di +268 =40 –2.

### Partite in simultanea alla cieca
Timur Gareev detiene questo record avendo giocato nel dicembre 2016 contro 48 avversari, concludendo con il risultato di +35 =7 -6.
Tra i giocatori che si sono cimentati in questa specialità stabilendo record si ricordano George Koltanowski (giocò una simultanea alla cieca su 34 scacchiere a Edimburgo nel 1934, col risultato di 24 vittorie e 10 pareggi) e Aleksandr Alechin (detentore precedente del record, il 16 luglio 1934 a Chicago giocò alla cieca contro 32 avversari, con il risultato di +19 =9 –4. Direttore di gara era Edward Lasker).
Miguel Najdorf (45 partite) e l'ungherese János Flesch (52) stabilirono record che però a causa della mancanza di adeguati controlli non vennero riconosciuti ufficialmente nel Guinness dei primati.

### Miglior risultato in una simultanea

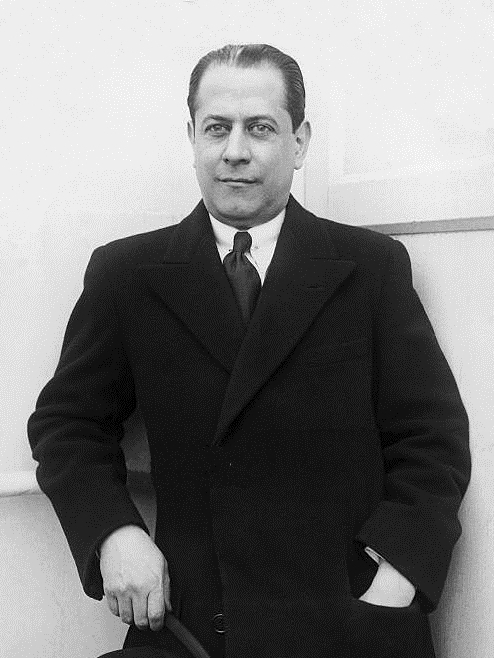
José Raúl Capablanca

Capablanca tenne una simultanea a Cleveland su 103 scacchiere il 4 febbraio 1922, ottenendo 102 vittorie e una patta, miglior risultato per una simultanea con almeno 75 scacchiere. Dal 1909 al 1926 Capablanca tenne dieci simultanee a Cleveland; giocò in totale 390 partite, vincendone 371, pareggiandone 13 e perdendone 6 (96,5 %).
Alechin tenne l'8 marzo 1933 a Semarang in Indonesia una simultanea su 50 scacchiere, vincendo tutte le partite.

### Partecipanti ad una multi-simultanea
Il 21 ottobre 2006 venne organizzata a Città del Messico, nella piazza centrale di El Zócalo, una gigantesca "multi-simultanea". Circa 600 maestri fronteggiarono da 20 a 25 giocatori ciascuno. Secondo i dati ufficiali il numero totale di giocatori fu di 13.446. I tavoli erano disposti in quadrati di diverso colore, ciascuno con sette simultanee, in modo da simulare una enorme scacchiera. Anatolij Karpov era ospite d'onore in questa manifestazione.